# Hans Gerhard Evers

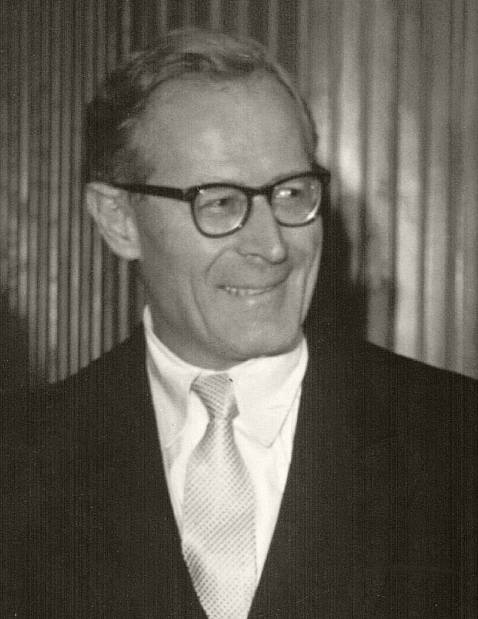
Hans Gerhard Evers (1956)

Hans Gerhard Evers (* 19. März 1900 in Lübeck; † 8. April 1993 in Hofgeismar) war ein deutscher Kunsthistoriker und Hochschullehrer.

## Leben
Evers war das jüngste von drei Kindern des Pastors und ab 1919 Seniors der Evangelisch-Lutherischen Kirche im Lübeckischen Staate Johannes Evers (1859–1945) und seiner Frau Anna Evers, geb. Plitt (1874–1906).
Bis zum Abitur 1917 besuchte Evers das Humanistische Gymnasium Katharineum zu Lübeck.

### Akademische Laufbahn bis 1939
Evers studierte Deutsch, Geschichte und Turnen für das Lehramt an der Georg-August-Universität Göttingen und der Ruprecht-Karls-Universität Heidelberg und legte 1923 Evers in Berlin das Staatsexamen für das höhere Lehrfach ab. Während seines Studiums in Göttingen wurde er 1918 Mitglied der Schwarzburgbund-Verbindung Burschenschaft Germania. Zudem studierte Evers Kunstgeschichte und klassische Archäologie an in Göttingen, Berlin und Heidelberg. In Heidelberg kam er in intensiven Gedankenaustausch mit dem Archäologen Ludwig Curtius, und dem Dichter und Literaturwissenschaftler Friedrich Gundolf aus dem Stefan-George-Kreis. 1924 promovierte Evers mit einer unveröffentlicht gebliebenen Arbeit zu Winkelmann und Lessing im Kampf um die Erziehung zur Kunst.
1924/1925 war Evers Assistent am kunsthistorischen Seminar der Ruprecht-Karls-Universität Heidelberg bei Carl Neumann. Ein amerikanisches Arbeits- und Reise-Stipendium für ägyptologische Studien ermöglichte ihm im Winter 1925/1926 einen sechsmonatigen Studienaufenthalt in Ägypten. Anschließend arbeitete er am ägyptologischen Institut bei Hermann Ranke in Heidelberg. Als Ergebnis erschien 1929 Staat aus dem Stein über die ägyptische Plastik des Mittleren Reiches. Ab 1928 war Evers Assistent am Lehrstuhl von Wilhelm Pinder an der Ludwig-Maximilians-Universität München. Dort habilitierte er sich 1932 mit einer Arbeit über die Breitrichtung der Basilika, die später Teil seiner Publikation Tod, Macht und Raum als Bereiche der Architektur wurde, und lehrte dort von 1933 bis 1939 als Privatdozent.
1937 wurde Evers, dessen Ehefrau als „Halbjüdin“ stigmatisiert wurde, von seinem Dekan vor die Alternative gestellt, sich entweder von dieser zu trennen oder den Hochschuldienst aufzugeben. Aufgrund dessen erging im Februar 1938 ein Erlass zum Entzug seiner Lehrerlaubnis nach § 18 Reichshabilitationsordnung, der jedoch nicht ausgehändigt und 1939 zurückgezogen wurde, da Evers sich inzwischen hatte scheiden lassen. Im selben Jahr wurde Evers zum „Dozenten neuer Ordnung“ und 1942 unter maßgeblicher Beteiligung von Hans Jantzen zum außerordentlicher Professor ernannt.

### Mitgliedschaften und Tätigkeiten in NS-Organisationen und in der Wehrmacht
1939 trat Evers der Sturmabteilung (SA) und dem Nationalsozialistischen Deutschen Dozentenbund bei. Mitglied der NSDAP war er nicht. 1940 wurde Evers im Dienst des Kunstschutzes der Wehrmacht beim Oberkommando des Heeres-Generalquartiermeister mit Sitz in Paris abkommandiert, wo er für die fotografische Dokumentation von Kunstdenkmälern zuständig war. Auf Betreiben von Franz Graf Wolf-Metternichs sowie von Walter Delius wurde Evers im Winter 1940/1941 sowie im Winter 1941/1942 an die Feldkommandatur Antwerpen abkommandiert, um im Auftrag des Oberkommandos der Wehrmacht eine Monographie zu Peter Paul Rubens zum Abschluss und zum Druck zu bringen. Der Kölner Kunsthistoriker Wolfgang Krönig, der als Kriegsverwaltungsrat Referent beim militärischen Kunstschutz für das besetzte Belgien und Nordfrankreich mit Sitz in Brüssel und außerdem stellvertretender Direktor des Deutschen Wissenschaftlichen Instituts in Brüssel (DIWI) war, sorgte dafür, dass Evers dazu an dieses Institut geholt wurde. Im November 1943 wurde Evers nach der Besetzung Italiens als Militärverwaltungsrat zum Leiter der Abteilung Kunst-, Bibliotheks- und Archivschutz in Italien sowie zum Leiter des Stabes Rom und Mittelitalien des Kunstschutzes ernannt. Als Leiter der Abteilung Kunst-, Bibliotheks- und Archivschutz wurde er im Februar 1944 mit dem deutschen Rückzug aus Mittelitalien durch den Archäologen und SS-Standartenführer Alexander Langsdorff abgelöst und stattdessen von Mai bis Juli 1944 in dem zur Abteilung Kunst-, Archiv- und Bibliotheksschutz beim Chef der Militärverwaltung umbenannten militärischen Kunstschutz in Verona sowie anschließend bis April 1945 als Leiter des Stabes Mailand eingesetzt.
Evers' Formulierungen wie „Feindorganisation“ und „feindlicher Kunstschutz“ für die vergleichbare Organisation „der Feindseite“, seiner Bezeichnung von deren Leiter, den Doyen der deutschsprachigen römischen Architekturforschung Richard Krautheimer, als „Emigrant, jetzt wahrscheinlich Amerikaner“ sowie seiner Rede von „Hetzpropaganda“ und einer „Andenkensucht der Amerikaner“ in einem dienstlichen Bericht von 1944 attestierte der Kunsthistoriker Christian Fuhrmeister im Kontrast zu einer positiven Äußerung Langsdorffs über den britischen ‚Kunstschutz‘ 2012 einen „etwas anderen Zungenschlag“ und eine Nähe zur Kulturpropaganda.

### Fortsetzung der akademischen Karriere ab 1948
Im September 1945 wurde Evers aus amerikanischer Kriegsgefangenschaft entlassen. Danach zunächst aus dem bayerischen Staatsdienst entlassen, wurde Evers nach einer Zeit des Berufsverbots im Rahmen der Entnazifizierung als entlastet eingestuft. 1948 kehrte er als außerplanmäßiger Professor an die Universität München zurück. Ab 1949 unterrichtete er in Vertretung des plötzlich verstorbenen Oskar Schürer als Lehrbeauftragter für Kunstgeschichte in der Fakultät für Architektur der Technischen Hochschule Darmstadt. Im April 1950 wurde er dort auf den Lehrstuhl für Kunstgeschichte berufen, den er bis zu seiner Emeritierung 1968 innehatte. Vom Wintersemester 1955/1956 bis zum Sommersemester 1957 war Evers Dekan der Fakultät für Architektur. In den 1950er Jahren übernahm Evers zudem kunsthistorische Lehrveranstaltungen an der Werkkunstschule Darmstadt. Ab 1963 war Evers neben Günter Busch, Klaus Lankheit, Josef Adolf Schmoll genannt Eisenwerth und Stephan Waetzoldt als Mitglied der Kerngruppe des Arbeitskreises für Kunst- und Architekturgeschichte am Aufbau der Fritz Thyssen Stiftung beteiligt.

### Familiäres

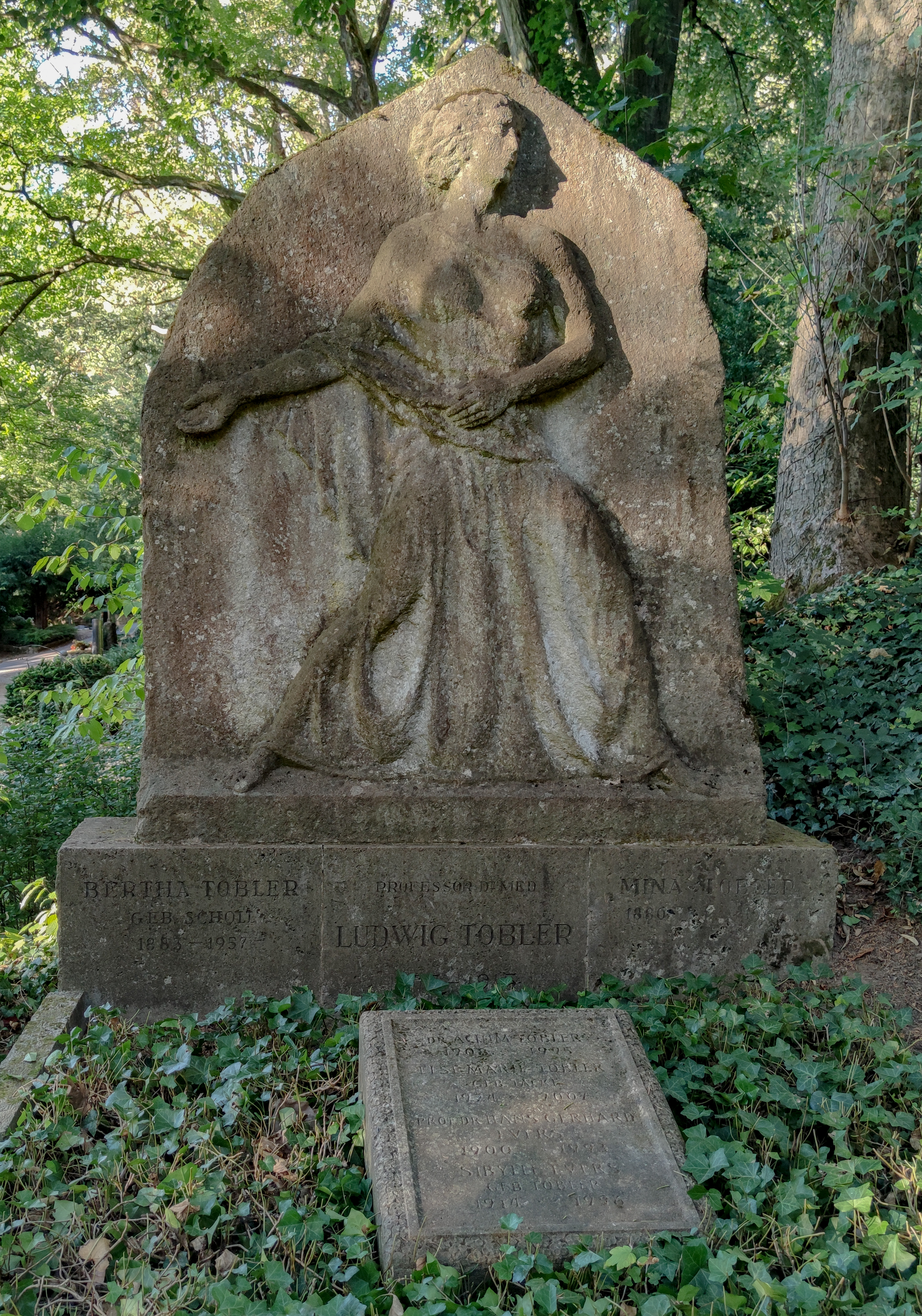
Familiengrab auf dem Bergfriedhof in Heidelberg, Hermann Haller: Die Säende, 1915, Relief.

Evers hatte zwei Kinder aus einer ersten und vier Kinder aus einer zweiten Ehe. Der Sozialwissenschaftler Tilman Evers ist sein Sohn.
Beigesetzt ist Evers auf dem Bergfriedhof in Heidelberg.

## Werk

### Publikationen
Die Themen von Evers’ Publikationen reichen von der Skulptur der alten Ägypter über den griechischen Tempel, die frühchristliche Basilika, flämische Kunst, bis zu moderner Kunst und Fotografie.
Evers’ Dissertation Studien zu Winckelmanns Stil von 1924 gilt, wie der Winckelmannforscher Arthur Schulz 1957 zusammfesthält, neben Stilmerkmalen, Spracheigentümlichkeiten und ästhetischen Anschauungen Johann Joachim Winckelmanns vor allem deren Vergleich mit Überlegungen Gotthold Ephraim Lessings und Johann Gottfried Herders.
Evers’ zweibändige Publikation zur ägyptischen Plastik von 1929 hebt sich, wie 2011 die Ägyptologin Alexandra Verbovsek betonte, von der bis dahin eher deskriptiven Ägyptologie durch eine „besondere Dichte formanalytischer und stilkritischer Hinweise“ und „größere methodische Gründlichkeit“ ab. Während Edna R. Russmann 2003 kritisierte, dass die weitgehend kennerschaftliche ägyptologische Praxis immer noch Evers’ Methode folge, würdigte der Ägyptoploge Alessio Delli Castelli das Werk noch 2025 wegen des dort herausgearbeiteten Zusammenhangs zwischen der Entstehung von Staat und Monumenten als Materialisierungen des Staates und Orten der Geschichtsschreibung sowie wegen der erstmaligen systematischen Analyse des Stils ikonographischer Elemente als Datierungskriterium als immer noch obligatorischen Bezugspunkt der Äygptologie.
1938 verfasste Evers unter Nutzung wenig später im Krieg verbrannter Archivalien einen ausführlichen Beitrag zu Schlossbauten von Ludwig II. von Bayern, dem er zudem eine 1989 von Josef Adolf Schmoll genannt Eisenwerth finalisierte und herausgegebene umfassende Monografie widmete.
In seinem Sammelband Tod, Macht und Raum als Bereiche der Architektur von 1939 untersucht Evers, inwiefern die Ordnung von Architektur den Fortbestand einer Gemeinschaft von Menschen konstituiert und kommt, wie die Kunsthistorikerin Christiane Fork 2007 festhielt, dem Kunstgeschichtsbild des Nationalsozialismus teilweise besonders nahe. Wie die Kunsthistorikerin Daniela Bohde 2008 und 20212 aufzeigte, postulierte Evers dabei einen „wesenhaften Zusammenhang von Erde, Stein, Tod und Wiedergeburt […], den er politisch, das heißt nationalsozialistisch, auflud“, und deutete so wie einige andere NS-Forscher – insbesondere Alfred Stange und Hans Sedlmayr – eine essentialistisch verstandene Materialikonologie, die sich intuitiv mitteile, als politische Ikonographie.
Zu Rubens veröffentlichte Evers 1942 eine Monografie, in der, wie der Kunsthistoriker Hans-Joachim Raupp 2001 zusammenfasste, „germanische Mythen und die Blut-und-Boden-Ideologemen des Dritten Reiches eine für den heutigen Leser teils groteske, teils verstörende Rolle“ spielen, 1943 einen Sammelband mit einzelnen Forschungsbeiträgen und danach noch zwei wissenschaftliche Aufsätze sowie zahlreiche Gelegenheitstexte.
Mit seinem in vier Sprachen übersetzten Band Vom Historismus zum Funktionalismus von 1967 trug Evers, wie Christiane Fork 2007 hervorhob, wesentlich zur Anerkennung von Historismus und Ingenieurskunst als Sachgebieten der Kunstgeschichte bei. Evers publizierte auch zu Fotografie als neuer Kunstform, die er als interpretierte.

### Fotografie
Wo immer möglich fotografierte Evers seine Forschungsgegenstände selbst und verdeutlichte oft schon durch die Wahl des Blickwinkels und durch Detailaufnahmen seine besondere Sichtweise und Interpretation. Der Kunsthistoriker und Fotograf Rolf Sachsse charakterisierte Evers’ Architekturfotografie als „Abbreviaturen und Extrakte der von ihm gesehenen Bauten“, deren er Tektonik, Volumenabfolge und Ornamentik er jeweils so vereinzelt habe, dass sie einen Hinweis auf das Ganze eines Bauwerks gebe, ohne es in seiner Gesamtheit zu zeigen. In den dreißiger Jahren war Evers mehrfach als Fotograf für Richard Hamann und Foto-Marburg tätig. Sein fotografischer Nachlass befindet sich überwiegend im Kunstgeschichtlichen Institut der Technischen Universität Darmstadt, im Bildarchiv Foto Marburg und im Department of Art History der New York University zu finden.

### Öffentliches Wirken
Im Kulturleben Darmstadts nahm Evers eine Scharnierfunktion zwischen Hochschule, Stadt, Kulturszene und Öffentlichkeit ein. Er gehörte zu den Mitinitiatoren der Darmstädter Gespräche, organisierte aus Anlass eines allgemeinen „Unbehagens an der modernen Kunst“ das erste Gespräch 1950, das die moderne Kunst in Deutschland rehabilitieren sollte, beteiligte sich an dessen inhaltlicher Ausrichtung und leitete es. Bis 1975  gehörte er zum Ständigen Komitee der Darmstädter Gespräche, übernahm auch bei zwei weiteren Gesprächen die Gesprächsleitung und gab die Tagungsakten heraus. In engem Zusammenhang damit setzte sich Evers für zahlreiche Ausstellungen in Darmstadt ein wie etwa für die große Darmstädter Kunstausstellung Zeugnisse der Angst in der modernen Kunst (1963). Wie die Kunsthistorikerin Lisa Beißwanger zusammenfassend feststellt, war es Ziel der Darmstädter Gespräche, nach Ende des Dritten Reichs eine intellektuelle Streitkultur wiederherzustellen und zum geistigen Wiederaufbau von Stadt und Nation beizutragen. Evers habe dabei Ideologiefreiheit gefordert und eine konsensliberale Geisteshaltung vertreten. Da die jüngste Vergangenheit dort allerdings nicht angesprochen worden sei, sei Evers’ Pochen auf Sachlichkeit und Ideologiefreiheit während des Gesprächs nicht nur einem wissenschaftlichen Neutralitätsethos geschuldet gewesen, sondern auch einem politisch konnotierten Moment des Verdrängens.

## Auszeichnungen
- Johann-Heinrich-Merck-Ehrung der Stadt Darmstadt (1960)[42]
- Silberne Verdienstplakette der Stadt Darmstadt (1965)[43]

## Veröffentlichungen (Auswahl)
Eine Bibliografie von Evers' Schriften bis 1968 findet sich in: Josef Adolf Schmoll genannt Eisenwerth (Hrsg.): Beiträge. Für Hans Gerhard Evers anlässlich der Emeritierung im Jahre 1968 (= Darmstädter Schriften. Band 22), Justus von Liebig Verlag, Darmstadt, 1968, S. 101–106. Weitere Bibliographien siehe unten in den Weblinks.

### Buchpublikationen
- Staat aus dem Stein. Denkmäler, Geschichte und Bedeutung der ägyptischen Plastik während des Mittleren Reichs. 2 Bände. F. Bruckmann, München 1929. (Digitalisat und Hinweise zur Edition im Hans Gerhard Evers Familienarchiv).
- Tod, Macht und Raum als Bereiche der Architektur. Neuer Filser-Verlag, München 1939. 2., verbesserte und um zahlreiche Abbildungen erweiterte Auflage, Wilhelm Fink Verlag, München 1970. (Inhaltsverzeichnis der 1. Aufl., Digitalisat der 2. Aufl., und Hinweise zur Edition im Hans Gerhard Evers Familienarchiv).
- Peter Paul Rubens. F. Bruckmann, München 1942. (Flämische Ausgabe, übersetzt von Karel Ruyssinck, bei De Sikkel, Antwerpen 1946). (Digitalisat und Hinweise zur Edition im Hans Gerhard Evers Familienarchiv).
- Rubens und sein Werk. Neue Forschungen. De Lage Landen, Brüssel 1943.[44] (Digitalisat und Hinweise zur Edition im Hans Gerhard Evers Familienarchiv).
- Das Menschenbild in unserer Zeit. Hrsg. im Auftrag des Magistrats der Stadt Darmstadt und des Komitees Darmstädter Gespräch 1950 von H. G. Evers. Neue Darmstädter Verlagsanstalt, Darmstadt 1951. (Digitalisat und Hinweise zu Tagung und Edition im Hans Gerhard Evers Familienarchiv).
- Vom Historismus zum Funktionalismus. Holle Verlag, Baden-Baden 1967. (1980, ISBN 3-87355-121-7) (Kunst der Welt. Ihre geschichtlichen, soziologischen und religiösen Grundlagen. Die Kulturen des Abendlandes). (Digitalisat und Hinweise zur Edition im Hans Gerhard Evers Familienarchiv).
- Kunst des 20. Jahrhunderts in Hessen. Bd. III: Architektur. Peters Verlag, Hanau 1969.
- Dürer bei Memling. Wilhelm Fink Verlag, München 1972. (Digitalisat des Inhaltsverzeichnisses im Hans Gerhard Evers Familienarchiv).
- Schriften. Wichtige Aufsätze aus verschiedenen Lebensperioden, nachgedruckt zu Ehren des 75. Geburtstages. Technische Hochschule Darmstadt, 1975. (Digitalisat und Hinweise zur Edition im Hans Gerhard Evers Familienarchiv).
- Ludwig II. von Bayern, Theaterfürst, König, Bauherr. Herausgegeben von J.A. Schmoll gen. Eisenwerth und besorgt von Klaus Eggert. Hirmer Verlag, München 1986. (Digitalisat und Hinweise zur Edition im Hans Gerhard Evers Familienarchiv).

### Andere Publikationen

#### Ägyptologie/Archäologie/Sinologie
- Zu den Konstantinsbauten am Heiligen Grabe in Jerusalem. In: Zeitschrift für ägyptische Sprache. 75, 1939, S. 53–60. (Nachdruck in Schriften, 1975, Digitalisat im Hans Gerhard Evers Familienarchiv).
- Der griechische Tempel, vorher und nachher. In: Das Werk des Künstlers. Studien zur Ikonographie und Formgeschichte. Hubert Sehrade zum 60. Geburtstag dargebracht von Kollegen und Schülern. Stuttgart 1960, S. 1–35. (Nachdruck in Schriften, 1975, Digitalisat im Hans Gerhard Evers Familienarchiv)
- mit Rolf Romero: Rotes und weißes Kloster bei Sohag. Probleme der Rekonstruktion. In: Klaus Wessel (Hrsg.): Christentum am Nil. Aurel Bongen, Recklinghausen 1964, S. 175–199 (Internationale Arbeitstagung zur Ausstellung „Koptische Kunst“, Essen, Villa Hügel, 23.–25. Juli 1963). (Veröffentlichung zu einer bauhistorischen Exkursion mit Architekturstudenten zu koptischen Klöstern in Ägypten).
- Carl Hentze. In: Carl Hentze. Das Werk des Gelehrten und Künstlers. Ausstellungskatalog Kunsthalle Darmstadt, 3. Febr. – 10. März 1968. (Nachdruck in Schriften, 1975, Digitalisat im Hans Gerhard Evers Familienarchiv).
- Sehnsucht nach Ägypten. Festschrift Wolfgang Krönig. In: Aachener Kunstblätter. 41, Verlag L. Schwann, Düsseldorf 1971, S. 7–18. (Nachdruck in Schriften, 1975, Digitalisat im Hans Gerhard Evers Familienarchiv).

#### Mittelalter
- Die acht Seiten der spätgotischen Skulptur. In: Variae Formae. Festschrift F. Gerke. 1962, S. 149–162. (Nachdruck in Schriften, 1975, Digitalisat im Hans Gerhard Evers Familienarchiv).
- Entstehung des Würfelkapitells. In: Festschrift Karl Oettinger zum 60. Geburtstag am 4. 3 1966. Universitätsbund Erlangen-Nürnberg e. V., Erlangen 1967, S. 71–92. (Nachdruck in Schriften, 1975, Digitalisat im Hans Gerhard Evers Familienarchiv).

#### Renaissance/Barock
- De Weg geudgd door de blijde Inkomsten langs de Straten te Antwerpen. In: Irmengard v. Roeder-Baumbach: Versieringen bij blijde Inkomsten. Antwerpen 1943, S. 117–175.
- Die Engelsbrücke in Rom von G. Lorenzo Bernini. Gebr. Mann, Berlin 1948. (= Kunstbrief. Nr. 53) (Nachdruck in Schriften, 1975, Digitalisat im Hans Gerhard Evers Familienarchiv).
- Zur 'Scala Regia' des Vatikan. In: Rendiconti della Pontificia Accademia di Archeologia. 39, 1966/67, S. 189–215. (Nachdruck in Schriften, 1975, Digitalisat im Hans Gerhard Evers Familienarchiv).
- Einführung zu: Wendel Dietterlin, Architectura. Reprografischer Nachdruck der Ausgabe Nürnberg 1598 aus der Landes- und Hochschulbibliothek Darmstadt. Wiss. Buchgesellschaft, Darmstadt 1965. (Nachdruck in Schriften, 1975, Digitalisat im Hans Gerhard Evers Familienarchiv).

#### Peter Paul Rubens
- Zu einem Blatt mit Zeichnungen von Rubens im Berliner Kupferstichkabinett. In: Pantheon. 19, 1961, S. 93–97 und 136–140. (Nachdruck in Schriften, 1975, Digitalisat im Hans Gerhard Evers Familienarchiv).
- Selbstbildnisse von Rubens; Rubens als Bürger. In: Peter Paul Rubens. Ausstellungskatalog Siegen, 28. Juni – 19. Juli 1967, S. 8–47.

#### 19. Jahrhundert/Historismus
- Historismus. In: Ludwig Grote (Red.): Historismus und Bildende Kunst. Vorträge und Diskussion im Oktober 1963 in München und Schloß Anif (= Studien zur Kunst des 19. Jahrhunderts. Band 1), Prestel, München 1965, S. 25–42. (Nachdruck in Schriften, 1975, Digitalisat im Hans Gerhard Evers Familienarchiv).
- Plastik des 19. Jahrhunderts. In: Rudolf Zeitler: Propyläen Kunstgeschichte. Band 11, Propyläen Verlag, Frankfurt am Main / Berlin / Wien 1966, S. 153–169, Tafeln 312–357.
- Kann die historistische Kirchenbaukunst des 19. Jahrhunderts als Trivialkunst verstanden werden? In: Triviale Zonen in der religiösen Kunst des 19. Jahrhunderts. Klostermann, Frankfurt am Main 1971, S. 179–198 (= Studien zur Philosophie und Literatur des neunzehnten Jahrhunderts. Band. 15).
- Die bayerischen Königsschlösser. In: Renate Wagner-Rieger, Walter Krause (Hrsg.): Historismus und Schlossbau (= Studien zur Kunst des 19. Jahrhunderts. Band 28). Prestel, München 1975, S. 119–128.
- Gedanken zur Neubewertung der Architektur des 19. Jahrhunderts. In: Hilda Lietzmann (Zusammenstellung): Bibliographie zur Kunstgeschichte des 19. Jahrhunderts (= Studien zur Kunst des 19. Jahrhunderts. Band 4). Prestel, München 1968, S. 41–46.
- Brücken. In: Ludwig Grote (Hrsg.): Die deutsche Stadt im 19. Jahrhundert. Stadtplanung und Baugestaltung im industriellen Zeitalter (= Studien zur Kunst des neunzehnten Jahrhunderts. Band 24). Prestel, München 1974, S. 247–256, ISBN 3-7913-0051-2.

#### 20. Jahrhundert
- Zu der Ausstellung Francis Bacon in der Kunsthalle Mannheim. In: Mannheimer Hefte. 1962, Nr. 3, S. 8–15 (Nachdruck in Schriften, 1975, Digitalisat im Hans Gerhard Evers Familienarchiv).
- Zeugnisse der Angst in der modernen Kunst. Katalog zur Ausstellung zum 8. Darmstädter Gespräch auf der Mathildenhöhe Darmstadt vom 29. Juni bis 1. September 1963 (Herausgeber).
- Gedanken zur Kunst Henry Moores. In: Wilfried Seipel (Hrsg.): Henry Moore 1898–1986, Eine Retrospektive zum 100. Geburtstag. Ausstellungskatalog des Kunsthistorischen Museums Wien. Wien 1998, ISBN 3-900-325-83-3, S. 59–76 (posthum erschienen).

#### Fotografie
- Über Architektur-Fotografie. Perutz-Mitteilungen, München, Jahrgang 1933, Heft Nr. 2, S. 54–59. (Nachdruck in „Schriften“, 1975, Digitalisat im Hans Gerhard Evers Familienarchiv).
- Brief über die Architektur-Fotografie. In: Baukunst und Werkform. 7, 1954, H. 9, S. 522–548. (Nachdruck in Schriften, 1975, Digitalisat im Hans Gerhard Evers Familienarchiv).
- Einleitung zu: Otto Steinert (Hrsg.): Das deutsche Lichtbild 1964. Jahresschau. Strache, Stuttgart 1963 (Nachdruck in Schriften, 1975, Digitalisat im Hans Gerhard Evers Familienarchiv).
- Das menschliche Antlitz Europas. Vortrag zur Foto-Ausstellung, 1960. (Nachdruck in Schriften, 1975, Digitalisat im Hans Gerhard Evers Familienarchiv).
- Fotografie – Wirklichkeit – Bewußtsein. In: Bauwelt. 7/1976. (THEMA: Fotografie – Wirklichkeit – Bewußtheit, 1976).

#### Sonstiges
- Studien zu Winckelmanns Stil. Maschinenschriftliche Dissertation, Göttingen 1924 (Die Disputationsthesen in: Studien zu Winkelmanns Stil. In: Jahrbuch der Philosophischen Fakultät der Georg August-Universität zu Göttingen. 1924, S. 20. – Digitalisat und Hinweise zur Edition im Internet Archive).